# Schloss St. Georgen an der Stiefing
Das Schloss St. Georgen liegt im gleichnamigen Ort Sankt Georgen an der Stiefing im Bezirk Leibnitz im österreichischen Bundesland Steiermark. Das Schloss stellt eine in der Historie begründete bauliche Einheit mit der Pfarrkirche St. Georgen an der Stiefing dar (ursprüngliche Burgkirche). Das Gebäude steht unter Denkmalschutz (Listeneintrag).

## Geschichte

### 12. bis 15. Jahrhundert
Bis zum 12. Jahrhundert
Die erforschte Besiedlungsgeschichte der Umgebung des Schlosses St. Georgen (vgl. Geschichte von Wildon) reicht in die Jungsteinzeit zurück (4000 v. Chr.).
Das Schloss wurde erstmals urkundlich 1147 erwähnt, als Rupertus von St. Georgen (Rupertus de sancte Georgia) Weingärten am nahegelegenen Aframberg an das Stift Admont schenkte.
Graf Luitold I. von Plain (1122–1164) aus dem Adelsgeschlecht der mächtigen Grafen von Plain ist als Schloss- und Kirchengründer von St. Georgen anzusehen. Die genaue Bauform und Bauart des ursprünglichen Gebäudes ist nicht erforscht. Heute existieren noch Reste eines Portales in der Gruft der Kirche, das romanischen Baustil aufweist und daher aus der Gründungszeit stammen könnte, oder zumindest aus einer frühen Epoche des Gebäudekomplexes stammt.
13. Jahrhundert

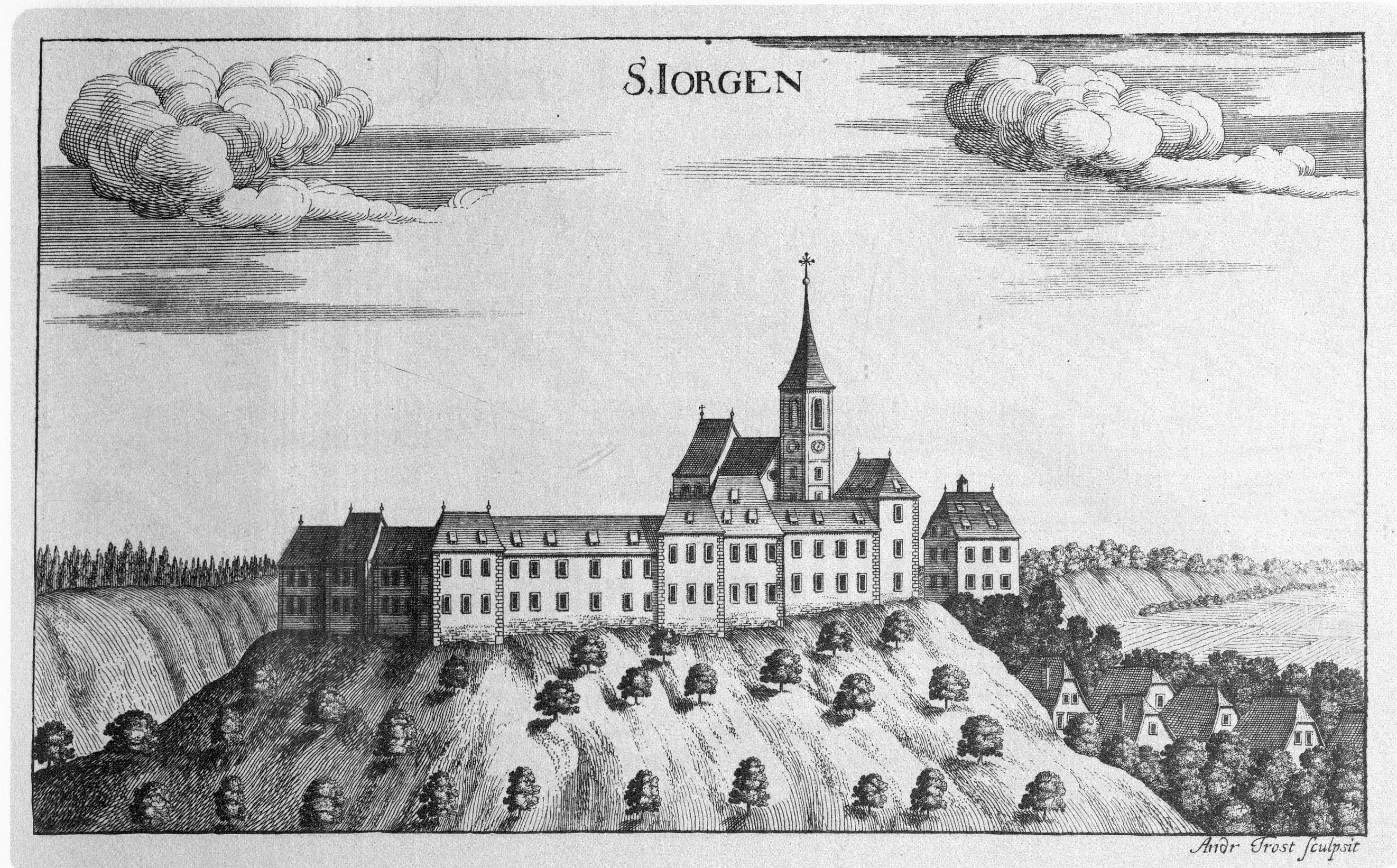
Stich von Georg Matthäus Vischer und Andreas Trost (1678)

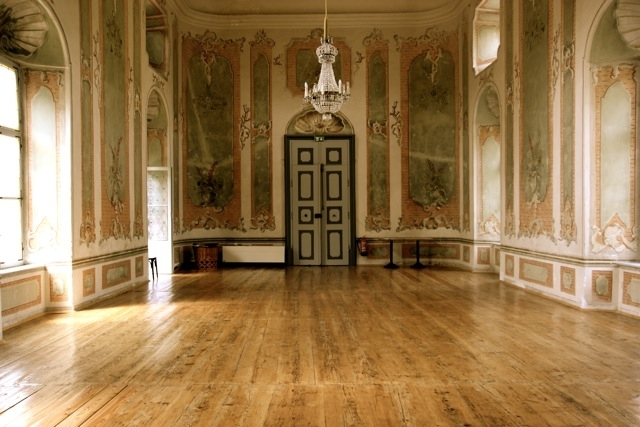
Rittersaal

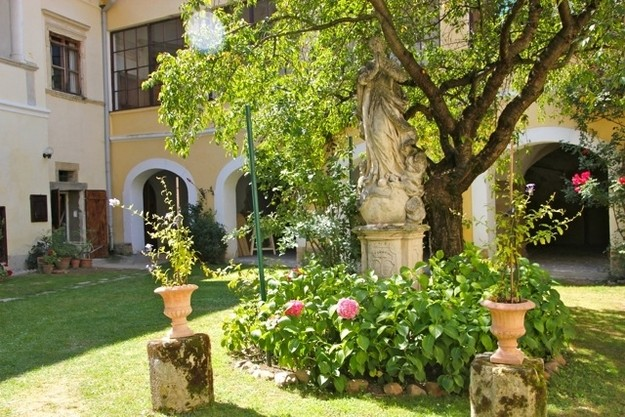
Innenhof mit Mariensäule

Nach dem Aussterben der Grafen von Plain 1253 wurden deren Besitztümer und somit auch das Schloss St. Georgen an den Bischof von Seckau und seine Nachfolger übertragen. Der Ort St. Georgen bestand zu jener Zeit aus sechs großen Gehöften, 20 kleineren Bauernhöfen und einigen Gewerbetreibenden.
15. Jahrhundert
1480 wurde das Schloss St. Georgen durch die Truppen des ungarischen Königs Matthias Corvinus besetzt und 1481 von den Truppen Kaiser Friedrich III. rückerobert. Das Schloss, die Kirche und der Ort wurden im Zuge dieser kriegerischen Handlungen verwüstet.

### 16. bis 18. Jahrhundert
16. Jahrhundert
1532 überschritten türkische Heere unter Suleiman II. die steirische Grenze und verwüsteten St. Georgen und die umliegenden Gegenden.
Am 10. September des Jahres 1555 verkaufte Bischof Peter von Seckau das Schloss samt zugehörigen Gütern dem adeligen Andre von Glojach aus der uralten steirischen Familie derer von Glojach. Andre von Glojach führte in den folgenden Jahren große Um- und Ausbaumaßnahmen an Schloss St. Georgen durch. Die heute das Schloss bestimmende Renaissance-Architektur sowie die steinerne Freitreppe im Schlosshof stammen aus dieser Umbauphase. Das Schloss verblieb bis 1754 im Besitz der Glojacher.
18. Jahrhundert
1754 kauften Joseph Egkh von Hungerspach und seine Gemahlin Maria Anna das Schloss St. Georgen. Das Wappen am Hauptportal vom Schloss St. Georgen erinnert noch heute an diese Schloss-Besitzer.
Der Rittersaal wurde 1755 von den neuen Besitzern im Spätbarockstil umgestaltet. Weiters stammen die in der Werkstatt des Bildhauers Veit Königer gefertigten Statuen der Maria Immaculata im Schlosshof und des Johannes Nepomuk sowie der Engel am Johannishügel vor dem Schloss aus dieser Zeit (1769).

### 19. bis 20. Jahrhundert
19. Jahrhundert
1816 übernahm in einer durch die Franzosenkriege krisenreichen Zeit der ehemalige Amtmann von Tannhausen, Franz Xaver Mihurko, die Schlossherrschaft.
1823 folgte Anton Graf von Attems als Schlossherr.
1859 erwarb Karl Binder von Kriegelstein das Schloss St. Georgen. 1876 wurde dessen ältester Flügel wegen Baufälligkeit abgerissen, es entstand dadurch der sogenannte Basteigarten.
20. Jahrhundert
1917 wurde das Schloss an Hans Graf Fink von Finkenstein verkauft, wobei Elena Longinotto mehrere Jahre es bewohnte und verwaltete.
1925 erwarb Paul Ernst, bekannter Schriftsteller, Dichter und Denker, das Schloss. Er fand 1933 seine letzte Ruhestätte auf dem Johannishügel vor dem Schloss. Else Ernst, die Gemahlin des Dichters, lebte noch weitere Jahre auf Schloss St. Georgen und wurde 1946 ebenfalls auf dem Johannishügel beigesetzt.
Danach wurde es von Barbara Ernst, Schwiegertochter des Dichterehepaares Paul und Else Ernst bewohnt und verwaltet.
Karl Schmelzer-Ziringer kaufte das Schloss 1975 von den Erben des Ehepaares Ernst. Er plante eine Musikschule zu errichten, die aber nicht zustande kam.

### Ab 1980
1981 erwarb das Ehepaar Franz und Christine Reinisch das Schloss St. Georgen. In den darauffolgenden Jahren wurde das Schloss als Wohnsitz renoviert und adaptiert. Ab 1992 wurde das Schloss teilweise, ab 2011 gänzlich in den Dienst der vom Ehepaar Reinisch gegründeten und von den Nachfahren geleiteten Massageschule gestellt.

## Umgebung
Benachbarte Schlösser sind Schloss Herbersdorf (Denkmallisteneintrag) und Schloss Neudorf bei Wildon, Schloss Frauheim, Schloss Laubegg und Schloss Rohr.